# Фьодор Розмислов
Фьодор Розмислов (на руски: Фëдор Розмыслов) е руски арктически мореплавател, пътешественик-изследовател.

## Произход и военноморска кариера (неиз. – 1768)
Не е известно кога и къде е роден, нито кои са неговите родители. През 1740 постъпва на обучение в Морската академия. От 1744 до 1766 извършва ежегодни плавания в Балтийско море, включително 4 прехода от Кронщад до Архангелск. През 1747 е произведен в подщурман, през 1749 – в щурман унтерофицер, а през 1760 – в щурман подпоручик.

## Експедиционна дейност (1768 – 1769)
През 1768 г., заедно с Яков Яковлевич Чиракин, възглавява първата научна експедиция към Нова Земя, като провежда хидрографски изследвания. Извършва първото подробно топографско заснемане на протока Маточкин Шар и част от западното крайбрежие на Южния остров, в т.ч. п-ов Панкова Земя (73º 10` с.ш.) По време на описването на протока Розмислов изследва и бреговите планини, езерата в тях и дава кратка характеристика и животинския и растителния свят.
Отрядът провежда трудно зимуване на източния вход на протока, като от 14 моряци 8 умират от скорбут, в т.ч. и Чиракин, а всички останали са болни.
През лятото на 1769 Розмислов навлиза в Карско море, но след ден е спрян от непроходими ледове. Обръща обратно към протока, но по погрешка попада на неизвестен залив на югоизточния бряг на Северния остров, който нарича Незнайни (73°45′ с. ш. 57°33′ и. д. / 73.75° с. ш. 57.55° и. д.). Оттам продължава на юг и след два дни намира източния вход на протока. През септември 1769 се завръща в Архангелск.
Извлечения от корабния му дневник са отпечатани в „Записких Государственного Адмиралтейского Департамента“ за 1820 г. (т. IV, стр. 379 – 391).

## Последни години (1769 – 1771)
Две години след завръщането си от експедицията в Нова Земя Розмислов умира.

## Памет
Неговото име носят:
- долина Розмислов (73°22′ с. ш. 54°23′ и. д. / 73.366667° с. ш. 54.383333° и. д.), в най-югозападната част на Северния остров на Нова земя.
- остров Розмислов (76°23′ с. ш. 96°51′ и. д. / 76.383333° с. ш. 96.85° и. д.), в Карско море, архипелага Норденшелд.